# Domnytsia
Domnytsia  (ucraniano: Домниця) es una localidad del Raión de Kotovsk en el Óblast de Odesa de Ucrania. Según el censo de 2001, tiene una población de 292 habitantes.